# Hecht (ponorka)
Hecht (česky Štika, jinak též typ XXVIIA) byla miniponorka německé Kriegsmarine z období druhé světové války. Celkem bylo postaveno 53 miniponorek tohoto typu. Kvůli špatným výkonům sloužily pouze k výcviku.

## Stavba

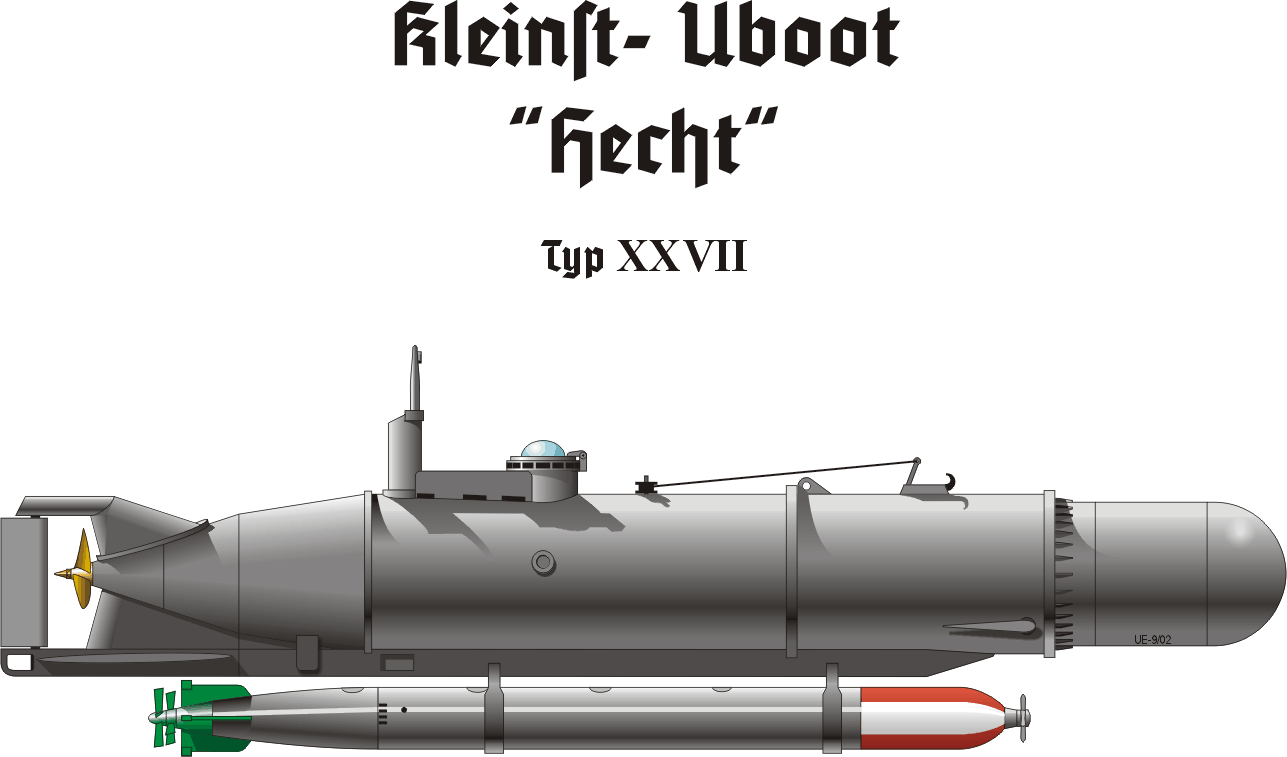
Ilustrace vzhledu miniponorky Hecht

Miniponorka Hecht byla koncipována tak, aby pod nepřátelská plavidla kladla miny, ale později ji upravili na nosič jednoho torpéda, schopného útoků na plující plavidla. Stavbu těchto ponorek Adolf Hitler schválil v lednu 1944. Dne 9. března 1944 loděnice Germaniawerft získala zakázku na stavbu prototypu, 28. března rozšířenou o 52 sériových miniponorek. Dodány byly od května do srpna 1944. Přestože byla plánována stavba až 189 kusů, kvůli špatným výkonům tohoto typu na první objednávku nenavázaly další.

## Konstrukce
Posádka byla dvoučlenná. Výzbroj představovala jedna mina v přídi, nebo 533mm torpédo podvěšené pod trupem. Pohonný systém tvořil elektromotor o výkonu 10 kW, pohánějící jeden lodní šroub. Nejvyšší rychlost dosahovala 5,6 uzlu na hladině a 6 uzlů pod hladinou. Dosah činil až 78 námořních mil při plavbě na hladině rychlostí 3 uzlů nebo 40 námořních mil při plavbě pod hladinou rychlostí 4 uzlů. Operační hloubka ponoru dosahovala 30 metrů.